# Arcade (Creta)
Arcade o Arcadia (en griego, Ἀρκάδες) es el nombre de una antigua ciudad griega de Creta.
Séneca recoge un fragmento de Teofrasto en el que dice que en Creta había existido una ciudad llamada Arcadia donde se secaron las fuentes y los lagos porque dejaron de cultivar el terreno tras la destrucción de la ciudad ya que a consecuencia de ello se endureció el terreno y por tanto no dejaba paso a las lluvias. Añade que posteriormente volvieron a cultivar el terreno y regresaron las aguas.
Durante una guerra que se produjo entre Cnosos y Lictos hacia 221-219 a. C., en un principio todos los cretenses luchaban contra Lictos pero luego surgieron desavenencias entre los cretenses y algunos, como los arcadios de Creta, junto con los habitantes de Polirrenia, Cerea, Orio y Lappa se aliaron con Lictos.
Arcade es mencionada en la lista de las ciudades cretenses que firmaron una alianza con Eumenes II de Pérgamo en el año 183 a. C. y también aparece citada en la lista de 22 ciudades de Creta del geógrafo bizantino del siglo VI Hierocles.
Se conservan monedas de Arcade fechadas desde aproximadamente los años 330-280/70 a. C. donde figura la inscripción «ΑΡΚΑΔΩΝ». También hay testimonios epigráficos de que en la ciudad se rendía culto a Asclepio.
Debió estar localizada en la eparquía de Monofatsi, pero el lugar exacto es materia de discusión.